# 구림면
구림면(龜林面)은 대한민국 전북특별자치도 순창군의 면이다. 순창군의 행정구역중 가장 큰 면적을 차지한다.

## 개요
구림면은 순창의 서북쪽 11Km 지점, 해발 200m 중간산부에 위치한다. 동쪽으로는 인계면과 임실군 덕치면 있으며, 서쪽으로는 쌍치면과 전라남도 담양군 용면에 접하고, 남쪽으로는 팔덕면이, 북쪽으로는 정읍시 산내면과 인접한다.

#### 연혁
- 조선시대(영조36년) : 무림방(茂林坊) 14개 마을 호수는 449호 거주, 이암방(耳巖坊) 18개 마을, 호수는 543호 거주
- 조선시대(고종34년) : 무림방을 무림면(茂林面)으로 이암방을 구암면(龜巖面)으로 개칭
- 1914년 : 행정구역 통폐합(구암면은 구산·구암·성곡·율북·안정·금천·금창 7개 법정리, 무림면은 자양·구곡·화암·운암·방화·운북·월정 7개 법정리)
- 1935년 : 군·면 폐합으로 구암면의 ‘구(龜)’자와 무림면의 ‘림(林)’ 자가 합하여 구림면으로 개칭, 14개 리 28분 리 60반으로 편제
- 1980년 : 소도읍 가꾸기 사업으로 소재지 정비 및 도로개설, 주택개량 실시 83,247km의 면적으로 순창군에서 가장 넓은 면적을 차지
- 현재 : 14개의 법정리, 30개의 행정리로 구성

## 행정 구역
- 구곡리
- 구산리
- 구암리
- 금창리
- 금천리
- 방화리
- 성곡리
- 안정리
- 운남리
- 운북리
- 월정리
- 율북리
- 자양리
- 화암리

## 자연마을
- 구곡리 (중리,구곡,어은)
- 구산리 (이암,새터,마흥,신기)
- 구암리 (봉곡,둔기)
- 금창리 (금상,황계,과촌,이율)
- 금천리 (금평,치천)
- 방화리 (방화,속리)
- 성곡리 (학현,회룡,오룡,천금,호곡)
- 안정리 (산내,죽림,안심)
- 운남리 (연산,운곡,남정)
- 운북리 (단풍,운항)
- 월정리 (오정,장암,유사)
- 율북리 (율리,통안)
- 자양리 (상리,자양)
- 화암리 (화암,안동)